# 比格萊克 (明尼蘇達州)
比格萊克（英語：Big Lake）是一個位於美國明尼蘇達州舍本縣的城市。

## 人口
根據2020年美國人口普查的數據，比格萊克的面積為7.55平方千米，當中陸地面積為5.48平方千米，而水域面積為2.07平方千米。當地共有人口11686人，而人口密度為每平方千米1,548人。